# Dabulamanzi kaMpande
Dabulamanzi kaMpande (octubre de 1839 - 22 de septiembre de 1886) fue un príncipe y comandante zulú durante la guerra anglo-zulú. Era hermanastro de Cetshwayo kaMpande, rey zulú en aquella época.

## Antecedentes
Su padre fue Inggonyama Mpande kaSenzangakhona, el anterior rey zulú, lo que lo convertía en medio-sobrino del famoso y legendario Shaka.  Su madre en tanto, fue Nseyane Sanguza Gumede, séptima esposa de Mpande.

## Historial militar
Tomo parte en la batalla de Isandhlwana (22 de enero de 1879), durante la mencionada guerra anglo-zulú, donde estuvo al mando del Cuerpo Undi. Después, estuvo al mando de todas las fuerzas zulúes que participaron en la batalla de Rorke's Drift (22-23 de enero de 1879).
El 2 de abril de 1879, participó también en la batalla de Gingindlovu.